# Craig Stevens (attore)
Craig Stevens, pseudonimo di Gail Shikles Jr. (Liberty, 8 luglio 1918 – Los Angeles, 10 maggio 2000), è stato un attore statunitense.

## Biografia
Figlio di un insegnante di Liberty (Missouri), iniziò a recitare in rappresentazioni studentesche mentre frequentava l'università del Missouri-Kansas City, dove si laureò nel 1936. Adottato il nome d'arte di Craig Stevens, fece un provino a Hollywood e debuttò nel mondo del cinema nel 1939 con brevi ruoli non accreditati di marinaio in Angeli del mare (1939) e di reporter in Mr. Smith va a Washington (1939).
Stevens non divenne mai un divo di primo piano dello schermo, e per tutti gli anni quaranta e nella prima metà degli anni cinquanta recitò in numerosi ruoli secondari. Tra i film da lui interpretati in quel periodo sono da ricordare Da quando te ne andasti (1944), Le tigri della Birmania (1945), Perdutamente (1946), Sui marciapiedi (1950), Telefonata a tre mogli (1952) e Gianni e Pinotto contro il dottor Jekyll (1953).
Diradando progressivamente le apparizioni cinematografiche, Stevens si dedicò con maggior frequenza alla televisione, e durante gli anni cinquanta partecipò a numerose popolari serie come The Ford Television Theatre (1953-1957) e Alfred Hitchcock presenta (1957). A distanza di vent'anni dal suo esordio come attore, conquistò il più grande successo della sua carriera grazie al ruolo del detective privato Peter Gunn nella omonima serie televisiva trasmessa prima dalla NBC e poi dalla ABC. Prodotta dal regista Blake Edwards, che scrisse e diresse molti degli episodi, e caratterizzata da un tema musicale, composto da Henry Mancini, che divenne assai popolare e riconoscibile, la serie Peter Gunn diede fama e celebrità a Stevens, il quale interpretò il sofisticato e disinvolto detective in 114 episodi dal 1958 al 1961.
Al termine della serie, Stevens si trasferì a Londra per interpretare il ruolo di protagonista, Michael Strait, nella serie Man of the World, di cui vennero girati 20 episodi tra il 1962 e il 1963. Dopo questa esperienza per la televisione britannica, rientrò negli Stati Uniti e interpretò il ruolo di Mike Bell, uno specialista in pubbliche relazioni, in un'altra serie di successo, Mr. Broadway che nel 1964 lo impegnò in tredici episodi. Successivamente riprese i panni del detective Peter Gunn, tornando a collaborare con Blake Edwards per il film Peter Gunn: 24 ore per l'assassino (1967).
Dall'inizio degli anni settanta Stevens riprese attivamente gli impegni televisivi e partecipò a serie quali Io e i miei tre figli (1970), Marcus Welby (1971), Gunsmoke (1974), Starsky & Hutch (1977), Pepper Anderson - Agente speciale (1978). Nell'episodio Orologio da polso (The Adventure of the Lover's Leap) della serie Ellery Queen (1976), interpretò Jonathan Kendrick, un attore alcolizzato e sposato alla ricca ereditiera Stephanie Talbot (Ida Lupino), del cui assassinio egli viene sospettato.
Stevens lavorò incessantemente anche negli anni ottanta, ritrovando ancora una volta Blake Edwards in S.O.B. (1981), e partecipando a episodi delle serie Dallas (1981), Quincy (1977-1982), Fantasilandia (1979-1983), Love Boat (1979-1985), La signora in giallo (1986).

## Vita privata
Il 18 giugno 1944 Stevens sposò l'attrice canadese Alexis Smith. La coppia non ebbe figli, e il matrimonio durò fino alla morte dell'attrice, avvenuta nel 1993.
Stevens e la Smith apparvero insieme sul palcoscenico nel musical Plain and Fancy e nella commedia Cactus Flowers, e recitarono in coppia anche in due film, il dramma La Truite (1982) di Joseph Losey e Marcus Welby, M.D.: A Holiday Affair (1988), che fu l'ultima apparizione di Stevens prima del definitivo ritiro dalle scene.
Colpito dal cancro, Craig Stevens morì a Los Angeles il 10 maggio 2000, all'età di ottantuno anni.

## Filmografia

### Cinema
- Angeli del mare (Coast Guard), regia di Edward Ludwig (1939) (non accreditato)
- Mr. Smith va a Washington (Mr. Smith Goes to Washington), regia di Frank Capra (1939) (non accreditato)
- Those Were the Days!, regia di Theodore Reed (1940) (non accreditato)
- Argentine Nights, regia di Albert S. Rogell (1940) (non accreditato)
- La signora dai capelli rossi (Lady with Red Hair), regia di Curtis Bernhardt (1940) (non accreditato)
- I cavalieri del cielo (I Wanted Wings), regia di Mitchell Leisen (1941) (non accreditato)
- Con mia moglie è un'altra cosa (Affectionately Yours), regia di Lloyd Bacon (1941) (non accreditato)
- Bombardieri in picchiata (Dive Bomber), regia di Michael Curtiz (1941)
- Tragedia ai tropici (Law of the Tropics), regia di Ray Enright (1941)
- At the Stroke of Twelve, regia di Jean Negulesco (1941)
- The Body Disappears, regia di D. Ross Lederman (1941)
- Steel Against the Sky, regia di A. Edward Sutherland (1941)
- Spy Ship, regia di B. Reeves Eason (1942)
- Secret Enemies, regia di Benjamin Stoloff (1942)
- The Hidden Hand, regia di Benjamin Stoloff (1942)
- Learn and Live, regia di Bernard Vorhaus (1943) (non accreditato)
- Three Cadets (1943) - cortometraggio
- Da quando te ne andasti (Since You Went Away), regia di John Cromwell (1944)
- Ragazze indiavolate (The Doughgirls), regia di James V. Kern (1944)
- Resisting Enemy Interrogation (1944) (non accreditato) - cortometraggio
- Land and Live in the Desert (1945) (non accreditato) - cortometraggio
- Roughly Speaking, regia di Michael Curtiz (1945) (non accreditato)
- Le tigri della Birmania (God Is My Co-Pilot), regia di Robert Florey (1945)
- Plantation Melodies, regia di LeRoy Prinz (1945)
- Too Young to Know, regia di Frederick de Cordova (1945)
- Perdutamente (Humoresque), regia di Jean Negulesco (1946)
- Io amo (The Man I Love), regia di Raoul Walsh (1947)
- That Way with Women, regia di Frederick De Cordova (1947)
- Love and Learn, regia di Frederick De Cordova (1947)
- Sempre più notte (Night Unto Night), regia di Don Siegel (1949)
- The Lady Takes a Sailor, regia di Michael Curtiz (1949) (non accreditato)
- Sui marciapiedi (Where the Sidewalk Ends), regia di Otto Preminger (1950)
- Blues Busters, regia di William Beaudine (1950)
- Katie Did It, regia di Frederick De Cordova (1951)
- La lettera di Lincoln (The Lady from Texas), regia di Joseph Pevney (1951)
- A sud rullano i tamburi (Drums in the Deep South), regia di William Cameron Menzies (1951)
- Telefonata a tre mogli (Phone Call from a Stranger), regia di Jean Negulesco (1952)
- Murder Without Tears, regia di William Beaudine (1953)
- Gianni e Pinotto contro il dottor Jekyll (Abbott and Costello Meet Dr. Jekyll and Mr. Hyde), regia di Charles Lamont (1953)
- La linea francese (The French Line), regia di Lloyd Bacon (1953)
- Duello sul Mississippi (Duel on the Mississippi), regia di William Castle (1955)
- From the Desk of Margaret Tyding (1956) - cortometraggio
- La mantide omicida (The Deadly Mantis), regia di Nathan Juran (1957)
- Il cavaliere solitario (Buchanan Rides Alone), regia di Budd Boetticher (1958)
- Peter Gunn: 24 ore per l'assassino (Gunn), regia di Blake Edwards (1967)
- The Limbo Line, regia di Samuel Gallu (1968)
- S.O.B., regia di Blake Edwards (1981)
- La Truite, regia di Joseph Losey (1982)
- Marcus Welby, M.D.: A Holiday Affair, regia di Steve Gethers (1988)

### Televisione
- Il cavaliere solitario (The Lone Ranger) - serie TV, 1 episodio (1950)
- Stars Over Hollywood - serie TV, 2 episodi (1951)
- The Unexpected - serie TV, 1 episodio (1952)
- Gruen Guild Playhouse - serie TV, 1 episodio (1952)
- Royal Playhouse (Fireside Theatre) - serie TV, 3 episodi (1952-1953)
- The Revlon Mirror Theater - serie TV, 1 episodio (1953)
- The Lineup - serie TV, 1 episodio (1954)
- The Star and the Story – serie TV, episodio 1x06 (1955)
- The Eddie Cantor Comedy Theater – serie TV, episodio 1x05 (1955)
- Private Secretary - serie TV, 1 episodio (1955)
- The Pepsi-Cola Playhouse - serie TV, 3 episodi (1953-1955)
- The Whistler - serie TV, 2 episodi (1954-1955)
- The Millionaire - serie TV, 1 episodio (1955)
- Scienza e fantasia (Science Fiction Theatre) – serie TV, episodio 1x27 (1955)
- Chevron Hall of Stars - serie TV, 1 episodio (1956)
- Four Stars Playhouse - serie TV, 3 episodi (1953-1956)
- The Ford Television Theatre - serie TV, 2 episodi (1953-1957)
- Jane Wyman Presents the Fireside Theatre - serie TV, 1 episodio (1957)
- The Gale Storm Show: Oh, Susanna! - serie TV, 1 episodio (1957)
- Mr. Adams and Eve – serie TV, episodio 1x24 (1957)
- The Silent Service - serie TV, 2 episodi (1957)
- Lux Video Theatre - serie TV, 3 episodi (1953-1957)
- Alfred Hitchcock presenta (Alfred Hitchcock Presents) - serie TV, 1 episodio (1957)
- Studio 57 - serie TV, 3 episodi (1954-1958)
- Letter to Loretta - serie TV, 5 episodi (1953-1958)
- Schlitz Playhouse of Stars - serie TV, 4 episodi (1955-1958)
- State Trooper - serie TV, 3 episodi (1956-1958)
- Special Agent 7 - serie TV, 1 episodio (1959)
- The Dinah Shore Chevy Show - serie TV, 1 episodio (1961)
- Peter Gunn - serie TV, 118 episodi (1958-1961)
- Man of the World - serie TV, 20 episodi (1962-1963)
- Mr. Broadway - serie TV, 13 episodi (1964)
- Reporter alla ribalta (The Name of the Game) - serie TV, 1 episodio (1967)
- The Bold Ones: The Lawyers - serie TV, 1 episodio (1969)
- Uno sceriffo a New York (McCloud) - serie TV, 1 episodio (1970)
- Il fantastico mondo di Mr. Monroe (My World and Welcome to It) - serie TV, 1 episodio (1970)
- The Governor and J&J - serie TV, 1 episodio (1970)
- Io e i miei tre figli (My Three Sons) - serie TV, 1 episodio (1970)
- To Rome with Love - serie TV, 1 episodio (1970)
- Bracken's World - serie TV, 1 episodio (1970)
- Il virginiano (The Virginian) – serie TV, episodio 9x20 (1971)
- Marcus Welby (Marcus Welby, M.D.) - serie TV, 1 episodio (1971)
- Due onesti fuorilegge (Alias Smith and Jones) - serie TV, 1 episodio (1971)
- Medical Center - serie TV, 1 episodio (1972)
- Difesa a oltranza (Owen Marshall: Counselor at Law) - serie TV, 1 episodio (1972)
- A tutte le auto della polizia (The Rookies) - serie TV, 1 episodio (1972)
- Here's Lucy - serie TV, 1 episodio (1972)
- Love, American Style - serie TV, 1 episodio (1972)
- Le sorelle Snoop (The Snoop Sisters) - serie TV, 1 episodio (1972)
- Ghost Story - serie TV, 1 episodio (1972)
- Search - serie TV, 1 episodio (1973)
- Faraday - serie TV, 1 episodio (1973)
- Chase - serie TV, 1 episodio (1973)
- Gunsmoke - serie TV, 1 episodio (1974)
- Harry O - serie TV, 2 episodi (1974)
- The Wide World of Mystery - serie TV, 1 episodio (1975)
- Ellery Queen - serie TV, episodio 1x02 (1975)
- L'uomo invisibile (The Invisible Man) - serie TV, 12 episodi (1975-1976)
- Il ricco e il povero (Rich Man, Poor Man) - serie TV, 2 episodi (1976)
- Ragazzo di provincia (Gibbsville) - serie TV, 1 episodio (1977)
- L'impareggiabile giudice Franklin (The Tony Randall Show) - serie TV, 1 episodio (1977)
- Starsky & Hutch (Starsky and Hutch) - serie TV, 1 episodio (1977)
- Pepper Anderson - Agente speciale (Police Woman) - serie TV, 1 episodio (1978)
- Project UFO - serie TV, 1 episodio (1978)
- L'incredibile Hulk (The Incredible Hulk) – serie TV, episodio 2x05 (1978)
- Angeli volanti (Flying High) - serie TV, 1 episodio (1978)
- Nel tunnel dei misteri con Nancy Drew e gli Hardy Boys (The Hardy Boys/Nancy Drew Mysteries) - serie TV, 2 episodi (1978)
- David Cassidy – Man Undercover - serie TV, 1 episodio (1978)
- Truck Driver - serie TV, 1 episodio (1980)
- Dallas - serie TV, 2 episodi (1981)
- Quincy (Quincy M.E.) - serie TV, 2 episodi (1977-1982)
- Happy Days - serie TV, 1 episodio (1983)
- Fantasilandia (Fantasy Island) - serie TV, 4 episodi (1979-1983)
- Hotel - serie TV, 3 episodi (1983-1985)
- Love Boat (The Love Boat) - serie TV, 5 episodi (1979-1985)
- La signora in giallo (Murder, She Wrote) - serie TV, episodio 2x15 (1986)
- Supercarrier - serie TV, 1 episodio (1988)

## Doppiatori italiani
- Giuseppe Rinaldi in Da quando te ne andasti, La linea francese
- Alberto Sordi in Perdutamente
- Mario Pisu in Sui marciapiedi
- Manlio Busoni in Telefonata a tre mogli
- Pino Locchi in Gianni e Pinotto contro il dottor Jekyll
- Enrico Maria Salerno in La mantide omicida
- Gualtiero De Angelis in Il cavaliere solitario
- Gianfranco Bellini in S.O.B.